# Peniocereus oaxacensis
A Peniocereus oaxacensis egy kultúrában ritkán tartott bokorkaktusz.

## Jellemzői
Felegyenesedő, néha kúszó habitusú növény, legfeljebb 3 m magas lehet, hajtásai 15–30 mm átmérőjűek, 7-10 kissé kiemelkedő borda tagolja a hajtásokat, areolái fehéren gyapjasak, 9-12 tűszerű tövise vöröses, apró. Éjjel nyíló virágai 80–100 mm hosszúak, fehérek, a pericarpium és a tölcsér rózsaszínes. A Nyctocereus subgenus tagja.

## Elterjedése
Mexikó: Oaxaca állam.